# Wanda Zalewska

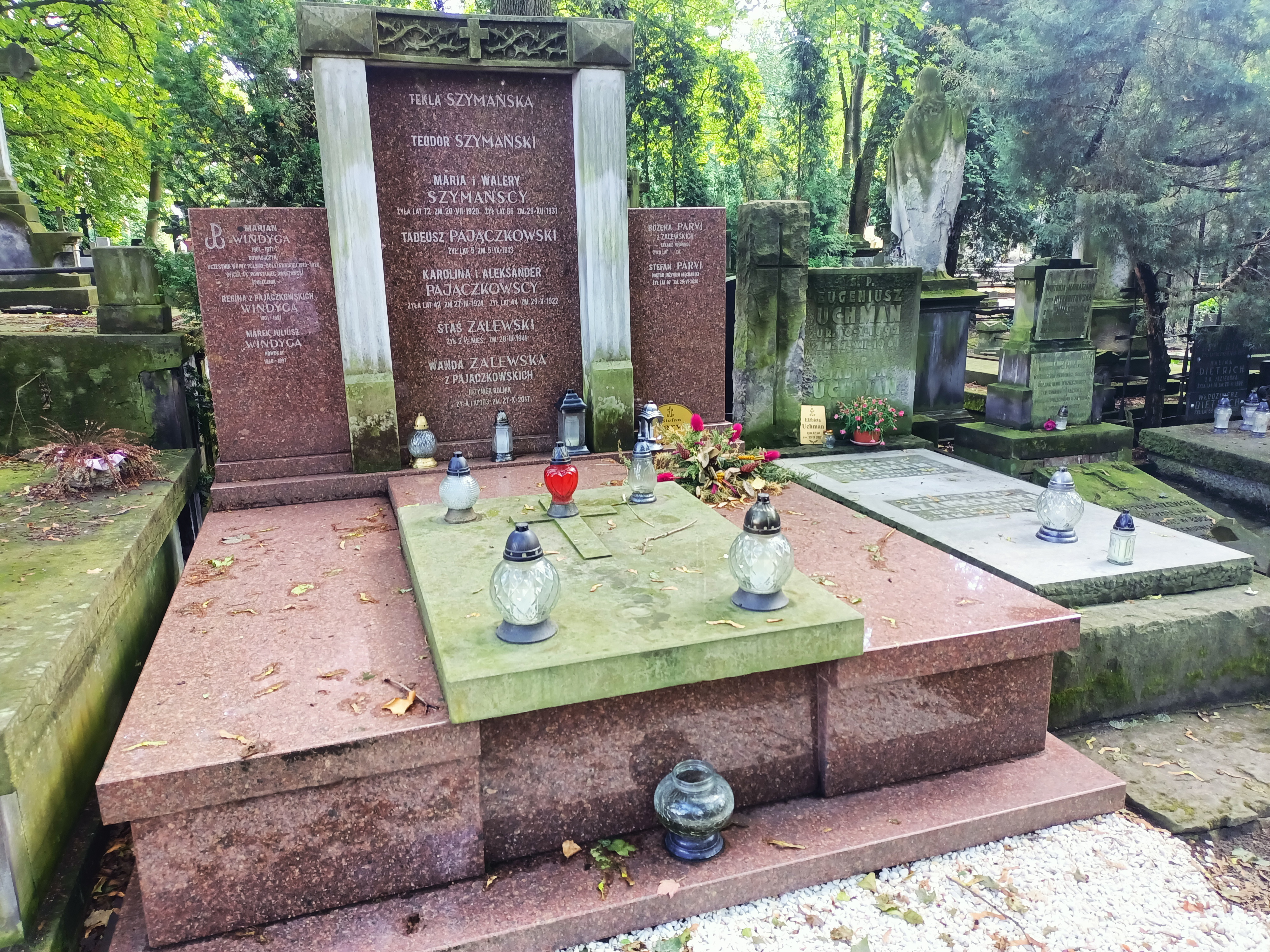
Grób Wandy Zalewskiej na Cmentarzu Powązkowskim

Wanda Zalewska z domu Pajączkowska (ur. 5 grudnia 1914 w Warszawie, zm. 27 października 2017 tamże) – polski inżynier rolnik, wyróżniona medalem Sprawiedliwy wśród Narodów Świata.

## Życiorys
W 1939 roku uzyskała tytuł inżyniera rolnika w Szkole Głównej Gospodarstwa Wiejskiego w Warszawie. Podczas okupacji niemieckiej w trakcie II wojny światowej wraz z mężem Jerzym Zalewskim (1914–2003) ukrywała 16-letnią dziewczynę pochodzenia żydowskiego – Hanię Tal posługującą się w trakcie okupacji nazwiskiem Helena Majewska. Wanda i Jerzy Zalewscy zatrudnili Hanię do opieki nad swoją półtoraroczną córką i do października 1943 roku ukrywali ją w Warszawie i Skolimowie. W 1990 zostali wyróżnieni medalem Sprawiedliwy wśród Narodów Świata.
Pochowana na cmentarzu Powązkowskim w Warszawie.

## Wybrane odznaczenia
- Krzyżem Komandorskim Orderu Odrodzenia Polski (2013)[2][4]